# 中共中央西北局
中共中央西北局是负责西北地区的党的领导机构。历史上先后4次设立。

## 中共中央长征到陕北后的西北中央局
1935年11月3日，中共中央在陕北甘泉县下寺湾召开了政治局常委会议，决定：“对外使用中共西北中央局和中华苏维埃人民共和国中央政府西北办事处的名义；成立西北革命军事委员会。”这些对外的暂用名称，可看做是中共中央“为了对外维护中国共产党与工农红军的团结统一，为了争取南下红军重新北上，争取张国焘转变立场”，而作出的“必要的重大让步”。
中共西北中央局：
- 书记张闻天
- 红一方面军政治部主任王稼祥
- 组织部长李维汉
- 宣传部长张闻天兼，出版《斗争》杂志(1935年11月至1937年3月)
- 白区工作部部长张浩(林育英)
- 董必武任五人党务委员会主任
- 王首道任西北政治保卫局局长。秘书耿红、李启明。1936年2月周兴接任局长。侦察部部长韩宪琦，红军工作部部长陈复生，执行部部长谭政文，党总支书记李甫山、刘海滨。下辖：陕北省保卫局局长刘子义，陕甘省保卫局局长郑自兴，陕甘宁省保卫局局长李握如，关中特区保卫局局长牛汉三，神府特区保卫局局长黄正明。1937年10月8日，陕甘宁边区政府发布第一号委任令，任命保安司令部副司令周兴兼任陕甘宁边区政府保安处（简称“边保”）处长。

西北中央局的下属单位：
- 陕北省委
- 陕甘省委
- 神府特委
- 关中特委
- 三边特委

1937年2月10日，中共中央致电中国国民党五届三中全会，提出把中华苏维埃共和国中央政府西北办事处改为“陕甘宁特区政府”。1937年5月，中共陕甘宁特区委员会成立，西北中央局的名义不复存在。

## 张国焘取消第二中央后改为西北局
1935年10月5日，张国焘宣布另立“中共中央委员会”、“中央军事委员会”等机构。两个月之后，又以“党团中央”的署名向陕北的中共中央宣称：“此间已用中央、中共中央、中央政府、中央军委、总司令部等名义对外发表文件，并和你们发生关系”，“你们应称北方局，陕北政府和北路军，不得再冒用党中央名义”。:286中共中央政治局一方面通过了《关于张国焘同志成立“第二中央”的决定》，另一方面，由毛泽东、张闻天、周恩来商请从苏联回国不久的中共驻共产国际代表团成员林育英来做张国焘的工作。1935年12月22日林育英以中共驻共产国际代表团的名义致电张国焘：因中国地大、交通不便、发展不平衡等，中共中央势难全部顾及，可以组织北方局、西北局等，有的直属中央，有的可由驻莫中共代表团代管。1936年1月22日中共中央政治局作出的《关于张国焘同志成立“第二中央”的决定》。1月23日朱德致电张闻天，提出：“党内急谋统一”，“提议暂时此处以南方局，兄处以北方局名义行使职权，以国际代表团暂代中央职务，统一领导”。1月24日，林育英致电张国焘、朱德：“兄处可即成立西南局，直属代表团”。:3282月14日，张闻天同林育英又致电朱德、张国焘：对政治决议既原则上同意，“组织上亦用西南局，则对内对外均告统一”。:300
1936年6月6日，张国焘正式宣布取消第二“中央”、“中央军委”等，并准备成立中央西北局。1936年7月27日，中共中央批准红二、四方面军成立中央西北局，统一领导红二、四方面军的北上行动。西北局组成为：
- 书记张国焘
- 副书记任弼时
- 委员：
- 秘书长
- 组织部长傅鍾
- 宣传部
- 白区工作部
- 妇女部
- 西北局党校
- 少共西北局

8月5日，西北局在若尔盖求吉寺(救济寺)召开会议，讨论通过《岷(州)洮(州)西(固)战役计划》。
1936年9月以后，陕北的中共中央才用“中央书记处”和下令的方式与张国焘方面同电报。
9月16日至18日，西北局在岷县附近召开会议，通过《通(会)庄(浪)静(宁)会(宁)战役纲领》。
9月23日，西北局在漳县召开会议，讨论红四方面军的行动方针，通过了张国焘提出的方案，决定部队西进河西走廊，而非与中共中央商定的北上会师。
1936年10月22日，红一、二、四方面军会师后，西北中央局结束。12月7日，张国焘出任“中革军委”副主席、红军总政委。
时任西北局委员、组织部长的傅钟在《西北局的光荣使命》一文中认为：西北局并未成为“直属共产国际代表团的和党中央平行的组织，而是归中共中央统一领导的下属组织”，其光荣使命是维护党的领导地位，坚持党的组织原则，保证中共中央方针的贯彻和北上会师部署的顺利实施。1937年3月在延安召开的中共中央政治局扩大会议的张闻天总结讲话中指出：张国焘取消“中央”，成立西北局，这是国焘路线破产的开始。:442

## 中共陕甘宁特(边)区委员会
1937年5月1日，党中央批准成立中共陕甘宁特区委员会，并于同日召开了特委第一次委员会。出席会议的人员有：林伯渠、刘长胜、王达成、罗迈、吴亮平、郭洪涛、习仲勋、马锡五、马丕勋、蔡畅、李坚贞、马明方、王世泰、罗梓铭、周兴、崔田夫、白治民。中央指定的陕甘宁特委常委为：郭洪涛、高岗、林伯渠、吴亮平、王达成、刘长胜、李坚贞，并以郭洪涛为书记。
1937年5月2日至14日，中国共产党在延安召开了党的全国代表会议(也称苏区代表会议)，在关于苏区改为国民政府的特区、红军改为国民革命军、实行组织形式和工作方式的转变等问题上统一了全党的思想。出席全国党的代表会议的陕北省委、陕甘宁省委、关中特委、神府特委的代表，又于1937年5月15日在延安城内二道街旧礼堂召开了陕甘宁特区党的第一次代表大会，会议由林伯渠主持，选出特委执委17人：高岗、林伯渠，吴亮平、马明方、李富春、周兴、李坚贞、郭洪涛、王达成、习仲勋、白治民、刘长胜、崔田民、刘景范、张秀山、崔田夫、罗迈；候补执委6人：罗梓铭、蔡畅、马锡五、王世泰、张邦英、马丕勋。5月17日上午召开第一次执委会，推选郭洪涛为书记，并产生了特委常委。常委会下设：
- 组织部，王达成任部长，张邦英任副部长；
- 宣传部，吴亮平任部长(后为王若飞)，刘澜涛任副部长；
- 统战部，王涛任部长；
- 高克林任秘书长。

随后，陕甘省委和陕甘宁省委陆续撤销。中共陕甘宁特区委员会机关驻地在延安县衙门西坡居民院内。
1937年9月6日，陕甘宁边区政府成立后，中共陕甘宁特区委员会也随之改称陕甘宁边区党委。当时边区和特区两个名字通用，为统一起见，从1937年11月10日起统一称为特区政府，边区党委也改称为中共陕甘宁特区委员会。1938年1月再次改称为边区党委。1938年5月，边区党委书记郭洪涛调山东工作，中共中央任命高岗接任书记。
1938年底，由于日军飞机轰炸，边区党委机关疏散至安塞县徐家沟。1939年6月，边区党委迁回延安小砭沟阳崖。

## 中央中央西北工作委员会
根据六届六中全会精神，1938年11月30日，中央书记处决定在中央设立民族工作机构——成立中共中央西北工作委员会，并于1939年初正式成立。张闻天任主任，李维汉任秘书长，委员肖劲光、高岗、高自立、谢觉哉、李维汉、贾拓夫、王若飞、李富春、张闻天。成立民族问题研究室。为争取和团结蒙古族共同抗日，西工委先后到伊克昭盟七旗和土默特旗进行政治和社会调查。1940年7月，西工委为中央制定了《关于抗战中蒙古民族问题提纲》，经中央书记处批准。
1941年4月16日与中共陕甘宁边区中央局合并为中共中央西北局。

## 中共陕甘宁边区中央局
1940年9月11日中共陕甘宁特（边）区委员会升格为中共陕甘宁边区中央局。
- 书记高岗
- 副书记谢觉哉
- 常委：高岗、谢觉哉、林伯渠、肖劲光、高自立、张邦英、王世泰、刘景范
- 委员：高岗、谢觉哉、林伯渠、肖劲光、高自立、张邦英、王世泰、刘景范、习仲勋、阎红彦、贺晋年、崔田夫、高长久、周兴、白爱玉、王观澜、王震、莫文骅
- 候补委员：李卓然、马文瑞
- 秘书长：任作民
- 组织部部长陈正人，副部长 张邦英
- 宣传部部长李卓然
- 统战部部长贾拓夫
- 社会部部长张邦英

## 中共中央西北局（1941-1954）
1941年4月16日中共中央西北工作委员会与中共陕甘宁边区中央局合并为中共西北中央局，驻延安张崖村。任弼时分管西北局工作。1949年3月1日改称中共中央西北局。1954年12月10日西北局结束。  
- 书记：
  - 高岗1941.05—1945.10
  - 习仲勋1945.10—1949.06
  - 彭德怀（第一，1949.06—1954.04.27）
  - 贺龙（第二，1949.06—1950.02）
  - 习仲勋（第三，1949.06—1950.02.14；第二，1950.02.14-1954.04.27）
  - 马明方（第三，1950.02.14-1954.04.27）
- 副书记
  - 马明方1946.06—1949.06
  - 马文瑞 1953.1--1954.12.10
- 委员：高岗、王世泰、张邦英、林伯渠、谢觉哉、陈正人、肖劲光；1942年5月3日增补关向应、贺龙、徐向前；1942年8月22日增补贾拓夫；1943年3月6日增补陈云。以后又增补欧阳钦、方强、罗迈、李卓然、马文瑞、贺晋年、周兴、刘景范、张德生、李维汉、张邦英、谭政、马明方、王维舟、李井泉、张经武、张稼夫、彭德怀、王震、张宗逊、周士第、陈养山、张子意、甘泗淇
- 常委：高岗、林伯渠、陈正人、贺龙、贾拓夫
  - 贾拓夫 1950.2-- 1954.04.27
  - 张稼夫 1950.2-- 1954.04.27
  - 汪锋 1950.2--1953.1
  - 赵伯平 1950.2--1953.1
- 候补委员：贾拓夫、李卓然；1942年5月3日增补欧阳钦、方强；
- 秘书长  
  - 任作民1941.05—1942.02.20
  - 欧阳钦1942.05—1942.12
  - 贾拓夫1943.01—
  - 张德生1945.10—1947.03
  - 张邦英1948.06—1948.12
  - 张稼夫1948.12—
- 副秘书长
- 内设机构：
  - 办公厅
    - 秘书处处长 刘瑞森（1943年任）

  - 组织部：部长陈正人（1941年5月—1945年6月）/马文瑞（1945年7月—1945年8月）
  - 宣传部：部长李卓然（1941年5月—1942年7月）/贾拓夫（1942年8月—1945年8月）
    - 《边区群众报社》1948年1月10日改为《群众日报》

  - 城工部/统战部：部长高岗（1941年5月—1941年10月）/贾拓夫（1943年5月—1944年12月）/张德生（1945年初—1945年8月）
    - 友军科科长、统战部邻区组组长刘瑞森（1942年任）

  - 民运部：部长贾拓夫（1941年6月—1942年8月）
  - 社会部：部长周兴
  - 农村工作部
  - 纪律检查委员会
  - 宗教工作委员会
  - 职工运动委员会：书记高长久（1941年6月—1945年8月）
  - 青年运动委员会：书记高朗山（1941年6月—1945年8月）
  - 妇女运动委员会：书记白茜(1941年6月—1945年8月)
  - 工商委员会（1951.9-）
  - 党务委员会：书记崔田夫（1941年6月—1945年8月）
  - 审计委员会：负责人任作民（1941年6月—1942年2月）
  - 少数民族工作委员会：主任贾拓夫（1941年7月—1942年12月）由9人组成。
  - 文化工作委员会：主任李卓然（1941年7月—1941年12月）
  - 保健委员会：主任崔田夫（1941年10月—）
  - 教育委员会：书记谢觉哉（1941年12月—？）
  - 直属县市工作管理委员会：书记白清江（1941年12月—1942年12月）
  - 财政经济委员会：主任林伯渠（1942年7月—1945年8月）
  - 财政经济办事处：主任贺龙（1942年7月—1945年8月）
  - 民兵工作委员会：主任高朗亭（1942年6月—？）
  - 人民武装委员会（1952.12-）
  - 国际活动指导委员会（1953.9-）
  - 西北国营企业委员会
  - 西北石油工业委员会（1952.5-）
  - 友军工作委员会：主任贾拓夫（1942年8月—？）
  - 西北党校：校长张邦英（1941年5月—1942年8月）/习仲勋（1942年8月—1943年3月）/张秀山（1943年3月—1943年5月）/高岗（1943年5月—1944年2月）
  - 中共中央党校第五部：主任白栋材（1944年2月—）
  - 政策研究室，主任黄植，农村组、城市组、资料室。
- 下辖：
  - 关中地（分）委
  - 三边地（分）委
  - 神府分委
  - 绥德地（特）委
  - 延属地委
  - 陇东地（分）委
  - 洛川工委
  - 陕西省委
  - 甘宁工委
  - 甘肃工委
  - 宁夏工委
  - 宁绥工委：1947年1月，宁夏工委与伊盟工委合并。辖回汉支队。
  - 伊盟工委
  - 中共中央晋绥分局(1943年5月起)

西北局在中共中央指导下，加强抗日民主政权建设和巩固扩大抗日民族统一战线。在乡、县、边区推行“三三制”三级参议员选举。1941年11月，陕甘宁边区召开第二届参议会，李鼎铭被选为陕甘宁边区政府副主席，安文钦被选为参议会的副议长，柳湜、贺连城、霍子乐、毕光斗等被选为边区政府委员，一大批党外人士在边区政权建设中发挥了积极的作用。1949年后，妥善安置了在西北各地有影响的马鸿宾、黄正清、马辅臣、喜饶嘉措等人，起用了在群众中有威望的包尔汉等，这些人先后都被延聘参加各省人民政府的领导工作，马、黄、马、喜、包等人都做了副省长(副主席)或省长(省主席)。各地和各县也都相继安排了一大批民族民主人士和宗教界人士参政。
1947年7月21日，中共中央在靖边县小河村召开扩大会议，决定把晋绥军区重新并入陕甘宁晋绥联防军的决定，由贺龙任联防军司令员，习仲勋兼任政治委员。西北野战兵团定名为西北人民解放军野战军，7月31日，中央军委批准以彭德怀、习仲勋、张宗逊、王震、刘景范5人组成西北野战军前委，彭德怀为书记。同时任命彭德怀为西北野战军司令员兼政委，习仲勋为副政委。第二、三、六纵由晋绥调归彭德怀指挥。当时西北野战军共有兵力约6万人，中共中央、陕甘宁边区各机关、部队、学校及游击队约两万人。这8万人的供给就极为艰难。
1947年8月中旬，中共中央军委为掩护西北野战军在榆林以东集结待机，指示贺龙、习仲勋立即部署在陕北的机关迅速移往黄河以东，制造主力东渡的假象。8月18日，贺龙、习仲勋率中央西北局、边区政府和联防军机关东渡黄河到临县沙垣、南圪垛村一带。西北野战军取得了沙家店战役胜利。毛泽东致电贺龙、习仲勋：请你们迅速分赴各县大力动员筹集粮食，只要有7千至1万石粮食，即可保障作战计划之完成。8月27日，中央军委又发来急电：野战军南下，已无粮携带，着从速令绥（德）延（安）两地区沿途筹粮。9月20日，中央军委又指示贺龙、习仲勋在20天内动员2万石粮食及棉衣、鞋袜送达陕北。同时要求一个半月内，为西北野战军南下准备所需军费。粮食、物资成为西北战场能否胜利的关键。当时，西北野战军约6万人，中央机关和陕甘宁边区各机关、部队学校约2万人。这8万人每月至少需粮1.6万石。1947年晋绥边区遭遇极大自然灾害，贺龙把救荒于饥馑当作晋绥最重要工作。为了全力支援前线，贺龙、习仲勋、林伯渠、王维舟、贾拓夫等中共中央西北局和边区政府领导共同研究，实行了陕甘宁边区和晋绥边区财政经济的统一，成立了统一的西北农民银行和西北贸易公司。在军队供给上实行统筹统支。财务部门和供给部门合并，做到财供统一。9月下旬，西北局在临县沙垣村召开了财经会议，认真总结了半年来边区财经工作的经验教训，为解决边区的财政经济困难提出了新的对策。10月中旬，在回河西之前，习仲勋同贺龙、林伯渠来到晋绥边区的首府蔡家崖，举行了陕甘宁、晋绥两区领导人联席会议，具体研究了两边区的财政经济问题。1948年5月31日，贺龙在西北野战军前委扩大会上报告说：“河东的抗勤任务，超过了抗日战争的总和。在榆林战斗中，第一、二、六、九、十分区都动员群众背粮。仅临县3个乡就动员了69万人次，其中妇女32万人次。”当时的筹粮、送粮，确实是一场声势浩大的人民战争。
早在土地革命战争年代，边区约有一半的地区已经分配了土地，在另一半未分配过土地的地方，抗战期间由于长期坚持减租减息政策，原来地主占有的耕地中有一半左右已经转移到劳动农民手中。1946年9月开始试行征购并分配地主超额土地的工作，到1947年底，在陕甘宁边区未分配过土地的370多个乡，经过对地主土地的收购，把120余万亩土地转到农民手中。1947年10月10日，《中国土地法大纲》颁布。1947年11月1日至25日，西北局在陕北绥德县义合镇召开了各地委（绥属县以上）及边区一级机关干部党员大会。到会的约800余人。传达贯彻全国土地会议的决议与精神，检查干部的立场，彻底翻底子。
西北局创造了2项政治制度，即党外人士座谈会和民族自治两大民主形式。召开党外人士座谈会始于1942年西北局高干会议。毛泽东曾批示：“以后西北局可每两月召集座谈会一次。”1944年8月21日《解放日报》社论“党外人士座谈会的意见”：“这种党外人士座谈会，敌后各根据地都可举行。”1942年11月，就关中分区新正县建设回民自治区和三边分区盐池县回六庄建设自治乡的问题，西北局专门制订了《建设回民自治区》的意见，是迄今可以见到的比较全面系统地阐述民族区域自治政策的最早文本。

### 1942年西北局高干会议
1942年10月19日至1943年1月15日，中共中央西北局高级干部会议在延安召开。在党中央的直接领导下，根据整风的精神总结陕甘宁边区的历史和检查陕甘宁边区的工作。会议正式代表266人，其中有陕甘宁边区一级的党、政、军、民、学各系统负责干部97人，分区党、政及军队旅一级的负责干部52人，县级党、政及军队团一级的负责干部117人。中央高级学习组的全体成员和在中央党校学习的一、二部学员旁听209人。

## 1960年代的西北局
1960年7月北戴河工作会议拟定恢复各中央局。1960年9月中央政治局会议决定成立各中央局。西北局于1960年8月开始筹建，筹备小组为三人：刘澜涛，王甫，韩劲草。定员800人。办公地点选在西安市南郊小寨十字路口西南部。1960年11月1日中共中央任命刘澜涛为西北局第一书记。为了解决甘肃面临的严重困难，刘澜涛与钱瑛研究决定，1960年12月2日至5日在兰州召开中共中央西北局书记处第六次（扩大）会议（史称“西兰会议”），参加会议的有西北局主要负责人，中央工作组负责人，陕西、甘肃、新疆、宁夏、青海各省（区）和兰州军区主要负责人，甘肃省委的部分负责人。为了加强对甘肃救灾工作的领导，刘澜涛和钱瑛研究并报中共中央批准，公安部副部长王昭、西北局书记处候补书记王林、西北局书记处候补书记王甫暂时参加甘肃省委书记处工作。1961年1月，中共中央调整甘肃省委领导班子，由汪锋任甘肃省委第一书记、高健君任第二书记、甘肃省委原第一书记张仲良改任省委第三书记（后于1962年12月调离甘肃）。
1961年1月18日，中共八届九中全会批准了1960年9月中央政治局关于成立六个中央局的决定。1961年3月正式运作，1966年文化大革命爆發，12月西北局机关瘫痪，停止工作。 1968年底，中央西北局解散。1969年初，全体机关干部职工分别下放到五七干校、农村，工勤人员调到工厂上班。 
- 书记
  - 刘澜涛（第一，1960.11--1966）
  - 张德生 （第二，1960.11--1965.3.4，陝西省委第一书记至1964.11）
  - 胡耀邦 （第三，1965.5--1966，陝西省委第一书记1964.11-1965.5）
- 书记处书记： 
  - 张仲良 1960.11--1963.5，甘肃省委第一书记
  - 王恩茂 1960.11--1966 新疆维吾尔自治区第一书记兼新疆军区司令员
  - 汪锋 1960.11--1966 宁夏区委第一书记、甘肃省委第一书记
  - 高峰 1960.11--1966 青海省委第一书记（至1963.10）
  - 高克林 1960.11--1966 常驻机关
  - 张达志 1960.11--1966 兰州军区司令员
  - 王甫 1965.7--1966
  - 王林 1965.7--1966 经济委员会主任
  - 杨静仁1961.01.28--1966 宁夏回族自治区第一书记、主席
  - 杨植霖1962.01--1966 青海省委第一书记
  - 胡锡奎1963.09--1966 常驻机关
  - 霍士廉1965.12--1966 陕西省委第一书记
- 书记处候补书记
  - 白治民 1960.11--1966
  - 刘刚 1962.6--1966
  - 王甫 1960.11-- 1965.7
  - 王林 1960.11-- 1965.7 经济委员会主任
- 机构设置：
  - 秘书长 韩劲草（1964-）
  - 副秘书长
  - 办公厅 主任 韩劲草（时任中央组织部秘书长兼办公厅主任）
  - 组织部 部长 白治民 王甫（时任中央组织部副部长） 副部长 李望淮（主持日常工作）
  - 宣传部 部长 刘刚（时任陕西省委书记处书记） 副部长 陈舜瑶
  - 经济委员会 主任 戎子和（时任国家财政部第一副部长）
  - 计划委员会 主任 宋平（时任国家计委副主任）
  - 农村工作部 部长 李登瀛（时任中央农工部副部长），副部长郝玉山
  - 财贸工作办公室
  - 民族工作委员会
  - 调查研究室
  - 统战部 部长 常黎夫（曾任政务院副秘书长）
  - 西北局党校 校长王甫
  - 西北三线建设委员会 刘澜涛

1966年7月成立西北局文革领导小组，派杨植林进入中央文革领导小组班子。西北局文革领导小组组长韩劲草，成员有李登瀛、宋平、章泽(陝西省委书记处书记)、郎冲(经济委员会工交政治部主任)等五人，领导西北地区的文革运动。1966年10月，由于“文化大革命”运动的冲击，西北局被迫停止工作。